# Résolution (médecine)
Pour les articles homonymes, voir résolution.
La résolution  est un terme très utilisé en médecine et imagerie médicale pour décrire soit un mode de retour à un état normal, soit un niveau de performance d'un test.

## En pathologie
Il s'agit de la résorption progressive, insensible et sans suppuration vers l'état naturel, d'une inflammation, d'un abcès, d'un épanchement, d'une tumeur,... Le terme est aussi employé en neurologie pour décrire la diminution ou la disparition d'un tonus ou des contractions musculaires (résolution musculaire), spontanée ou provoquée par une anesthésie ou par certains états toxiques ou paralytiques,.  En biologie, ce terme décrit la phase terminale d'une inflammation exsudative, la réparation complète par une digestion enzymatique de l'exsudat et sa résorption par les macrophages.

## En physique et imagerie médicales
On distingue ici plusieurs types de résolution. La résolution spatiale est aptitude d'un système d'imagerie à restituer les petits détails. Elle correspond à la plus petite distance qui sépare deux points distinguables sur l'image. La résolution en densité est l'aptitude d'un système de mesures à différencier la densité d'un voxel par rapport à celle de ses voisins sur une image numérisée. La résolution temporelle est l'aptitude d'une chaîne de mesure à compter séparément des informations se succédant rapidement. Celle-ci est liée à la notion de saturation, son insuffisance joue un rôle important dans la limitation de sensibilité de dispositifs comme les caméras et compteurs à scintillations, les chambres d'ionisations et les compteurs Geiger. La résolution spectrométrique est l'aptitude d'un détecteur à enregistrer séparément des rayonnements d'énergie voisine. En ophtalmologie, il s'agit de la capacité d'une information à représenter deux éléments d'une autre information ; ainsi dans le cas d'une image, la résolution s'exprime en points par unité de mesure (millimètre ou centimètre).